# Olsenbanden jr. – Første kupp
Olsenbanden jr. – Første kupp är en norsk julkalender från 2001 som visades på TV 2. Serien är producerad av Nordisk Film TV och regisserad av Beate Eriksen och Arne Lindtner Næss efter ett manus av Arne Lindtner Næss. I huvudrollerna syns Aksel Støren Aschjem, Lars Berteig Andersen och Thomas Engeset. 
Olsenbanden jr. – Første kupp spelades in på 60 dagar sommaren 2001 med en budget på 18 miljoner norska kronor. Serien har flera gånger visats i repris på TV 2. Olsenbanden jr. är, som Olsenbanden, ursprungligen en dansk idé. 
Serien inledde med goda tittarsiffror, 621 000 och 620 000 tittare på de två första avsnitten respektive. Vid den femte reprisvisningen 2012 var tittarsiffrorna betydligt lägre, med 58 000 tittare vid de första avsnitten.

## Handling
Serien handlar om Olsenbandens första kupp. Berättelsen äger rum på 1950-talet och ligamedlemmarna är bara 12-13 år gamla. Egon Olsen möter Benny Fransen och Kjell Jensen när han som ny elev på skolan får sina första vänner. Och det tar inte lång tid förrän de hamnar i bråk. Egon bor på barnhem, och barnhemmet får varje år en stor summa pengar tilldelat för att fira jul. I år är dock julfonden tom, och Egon misstänker att advokatfirman som sköter fonden, har tömt det på pengar. Olsenbanden, med Egon i spetsen, startar jakten på julfonden, och gruppen hamnar i många spännande och roliga situationer.

## Rollista
| Roller                           | Aktris                  |
| -------------------------------- | ----------------------- |
| Egon Olsen                       | Aksel Støren Aschjem    |
| Kjell Jensen                     | Thomas Engeset          |
| Benny Fransen                    | Lars Berteig Andersen   |
| Dynamit-Harry                    | Jakob Schøyen Andersen  |
| Valborg                          | Julia Charlotte Geitvik |
| Ingrid                           | Karoline Gamlund        |
| Herman Hermansen                 | Halvor Borgen Lindstad  |
| Biffen                           | Bastian Hafr            |
| Knut / Biffens medhjälpare       | Raymond Henriksen       |
| Johnny / Biffens medhjälpare     | Benjamin Røsler         |
| Gudrun Jensen / Kjells mamma     | Kjersti Holmen          |
| Bassefar / Kjells pappa          | Trond Brænne            |
| Barnhemsföreståndare, Hallandsen | Torfinn Agg             |
| Rektor, Hallandsen               | Jan Grønli              |
| Kriminalinspektör Hermansen      | Anders Hatlo            |
| Kriminalassistent Holm           | Johannes Joner          |
| Advokat Baraldsnes               | Even Rasmussen          |
| Advokat Rønn                     | Magne Lindholm          |
| Lärare Bartnes                   | Jørgen Langhelle        |
| Sekreterare                      | Inger Teien             |
| Vaktmästaren                     | Thor Aamodt             |
| Lärare Thingulstad               | Tom Sterri              |
| Lärare Krogh                     | Toralv Maurstad         |
| Kypare på Den gyldne gris        | Eli Anne Linnestad      |

## CD-utgåva
Det gavs ut en CD med låtar från serien. Spåren är:
1. «Julen er på vei» – Stray Kor (3:05)
2. «Julen varer lenge» – Asgeir Borgemoen (3:48)
3. «Det skjedde i de dage» – Malin Solli (3:34)
4. «Når du er med» – Aina Andreassen (3:43)
5. «Juletre Rock» – Cheezy Keys (2:36)
6. «En sang jeg har lyst til å synge» – Julia Charlotte Geitvik (3:07)
7. «Det nye år» – Viktor Kristoffer Stenhjem (3:05)
8. «Det skal du ha ditt dumme troll» – Stray Kor (2:47)
9. «Våres melodi» – Aina Andreassen (3:05)
10. «Deg og meg» – Trond Brænne (2:56)
11. «Jeg har en plan» – Olsenbanden jr. (4:04)